# Salzkammergutstraße
Die Salzkammergutstraße B 145 führt von Vöcklabruck über Gmunden, Bad Ischl und Bad Aussee nach Trautenfels. In Vöcklabruck zweigt sie von der Wiener Straße B 1 ab, in Trautenfels endet sie am Knoten Ennstal Straße B 320 und Glattjoch Straße B 75. Bei Regau hat sie einen Anschluss an die West Autobahn A 1.
Sie ist die Hauptverkehrsader für das Salzkammergut (Ausseerland, Inneres Salzkammergut, Bad Ischl, Region Traunsee), da sie alle wichtigen Orte und Städte des oberen Trauntals (Salzkammergut-Talungen) verbindet.

## Straßenverlauf
Die Salzkammergutstraße zweigt in Vöcklabruck bei der „Leiner-Kreuzung“ von der Wiener Bundesstraße B 1 ab und führt von dort Richtung Süden. Beim Ort Regau führt sie unter der West Autobahn durch, es besteht dort auch eine Autobahnanschlussstelle. Sie verläuft weiter durch das Alpenvorland nach Pinsdorf. Zwischen Pinsdorf und Gmunden ist sie vierspurig. Am Gmundner Krankenhausberg gibt es drei Fahrspuren, zwei davon in Bergrichtung.
Im Bereich Gmunden und Altmünster gibt es Geschwindigkeitsbeschränkungen aufgrund von Kreuzungen, Ortsdurchfahrten (Altmünster) und Zufahrten zu Gewerbebauten. Traunkirchen wird durch den Geißwandtunnel nahezu vollständig umfahren. Zwischen Traunkirchen und Ebensee befindet sich aufgrund der sehr beengten Platzverhältnisse durch den Traunsee das orographisch schwierigste Teilstück mit mehreren Tunnels, Steinschlaggalerien und Brücken. Zwischen Ebensee und Bad Ischl gibt es vereinzelte Einhausungen zum Steinschlagschutz.
In Bad Ischl gibt es eine aufwändig konstruierte Anschlussstelle mit der Wolfgangsee Straße B 158, bei der abgebogen werden muss, um weiter auf der Salzkammergutstraße zu bleiben. In Bad Goisern hat die Straße durch die vielen Kreuzungen zu Anwohnern und Gewerbebauten den Charakter einer Gemeindestraße. Sie ist damit im Ortsgebiet auf 50 km/h beschränkt. Am Südende von Bad Goisern zweigt die Pass Gschütt Straße B 166 ab, ehe mit dem Pötschenpass die schwierigste Passage beginnt. Nach zwei Kehren wird der Pötschenpass erreicht, ehe es im Ortsgebiet von Lupitsch (Gemeinde Altaussee) wieder hinunter in das Ausseerland geht. Von nun ist die Salzkammergutstraße wieder sehr gut ausgebaut und mit Abbiegestreifen versehen.
Die erste Abbiegemöglichkeit auf steirischer Seite ist Altaussee, gefolgt von drei Einfahrten für Bad Aussee. Im engen Tal zwischen Radling und Zinken führt die Salzkammergutstraße weiter nach Kainisch. Dabei quert sie die Salzkammergutbahn, ehe Kainisch, Pichl, Knoppen und Obersdorf erreicht werden. Zwischen Kainisch und Obersdorf ist sie sehr geradlinig und kreuzungsfrei ausgebaut, im Bereich Kainisch – Knoppen wird sie als Autostraße geführt.
Bad Mitterndorf wird umfahren, aber durch mehrere Einfahrten erschlossen. Vorbei an der Skiflugschanze Kulm folgt die Ortseinfahrt von Tauplitz, bevor die Klachauer Höhe erreicht wird. Hier wird mittels sehr aufwändiger Kunstbauten das Gefälle Richtung Ennstal gelöst. Um die Bergfahrt (aus Trautenfels Richtung Bad Aussee) effizienter zu gestalten, beginnt hier ein dreispuriger Abschnitt der Straße. Unmittelbar vor der dortigen Lawinengalerie befindet sich die Abfahrt Pürgg. Nach Ausfahrt der Lawinengalerie folgt die letzte Kurve, ehe auf gerader Strecke direkt der überbrückte Kreisverkehr in Trautenfels erreicht wird. Dort gibt es Anschluss an die Glattjoch Straße B 75 und die Ennstal Straße B 320.

### Pässe
- Pötschenpass: 993 m. ü. A.
- Klachauer Höhe: 833 m. ü. A.

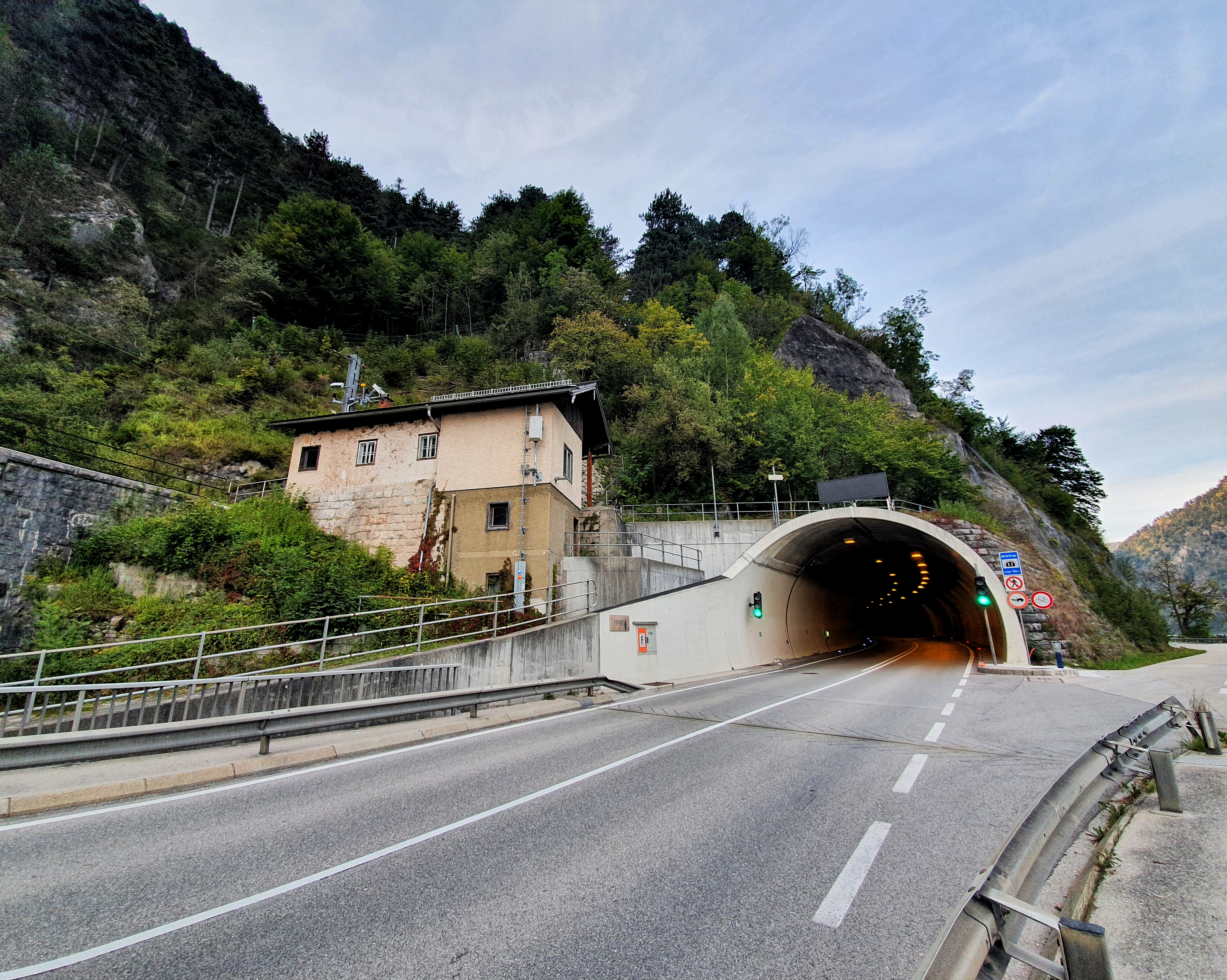
Südportal des Bartl-Kreuz-Tunnels und alte Trasse am Ufer des Traunsees (rechts)
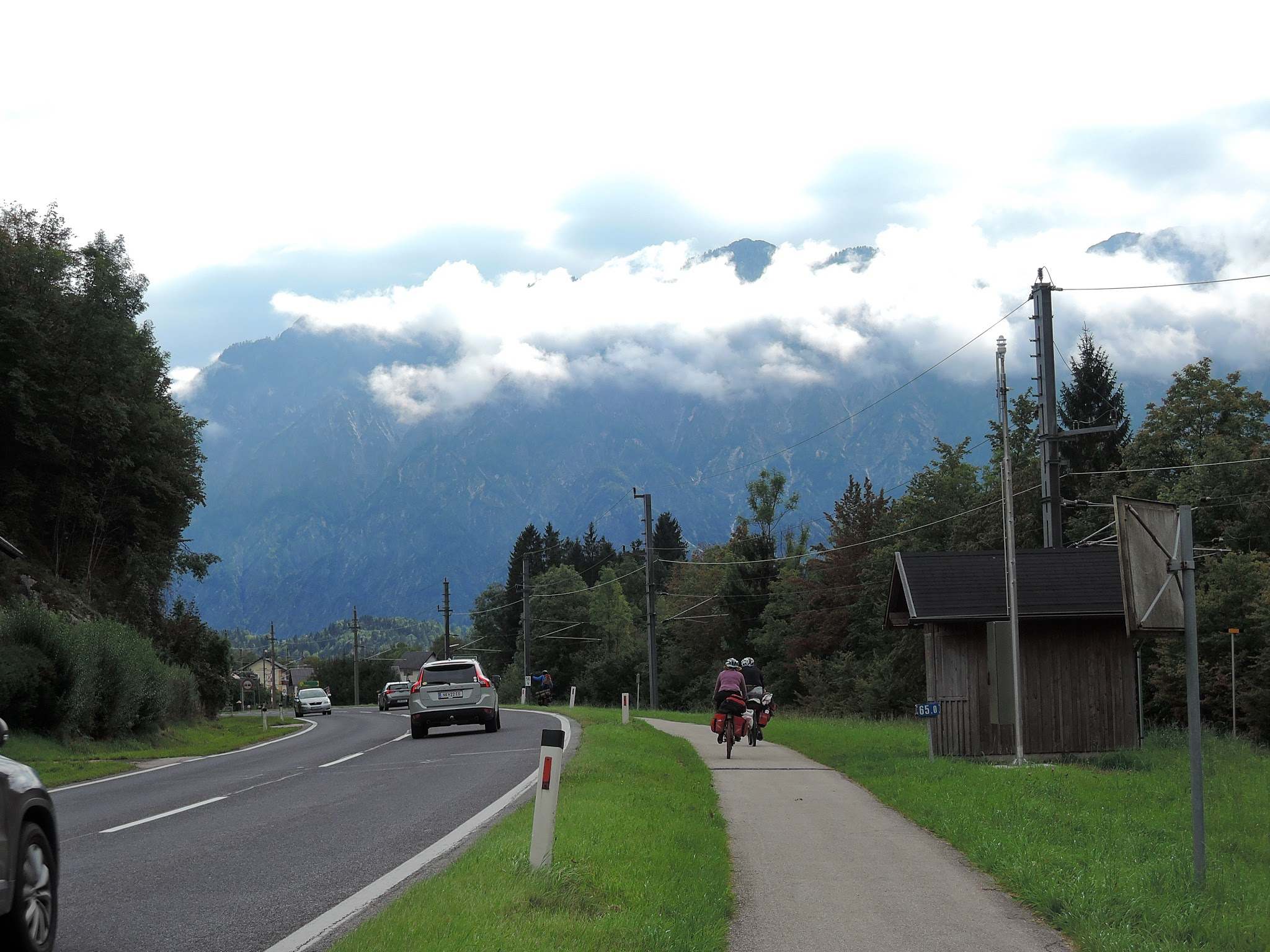
Salzkammergut Straße bei Bad Goisern
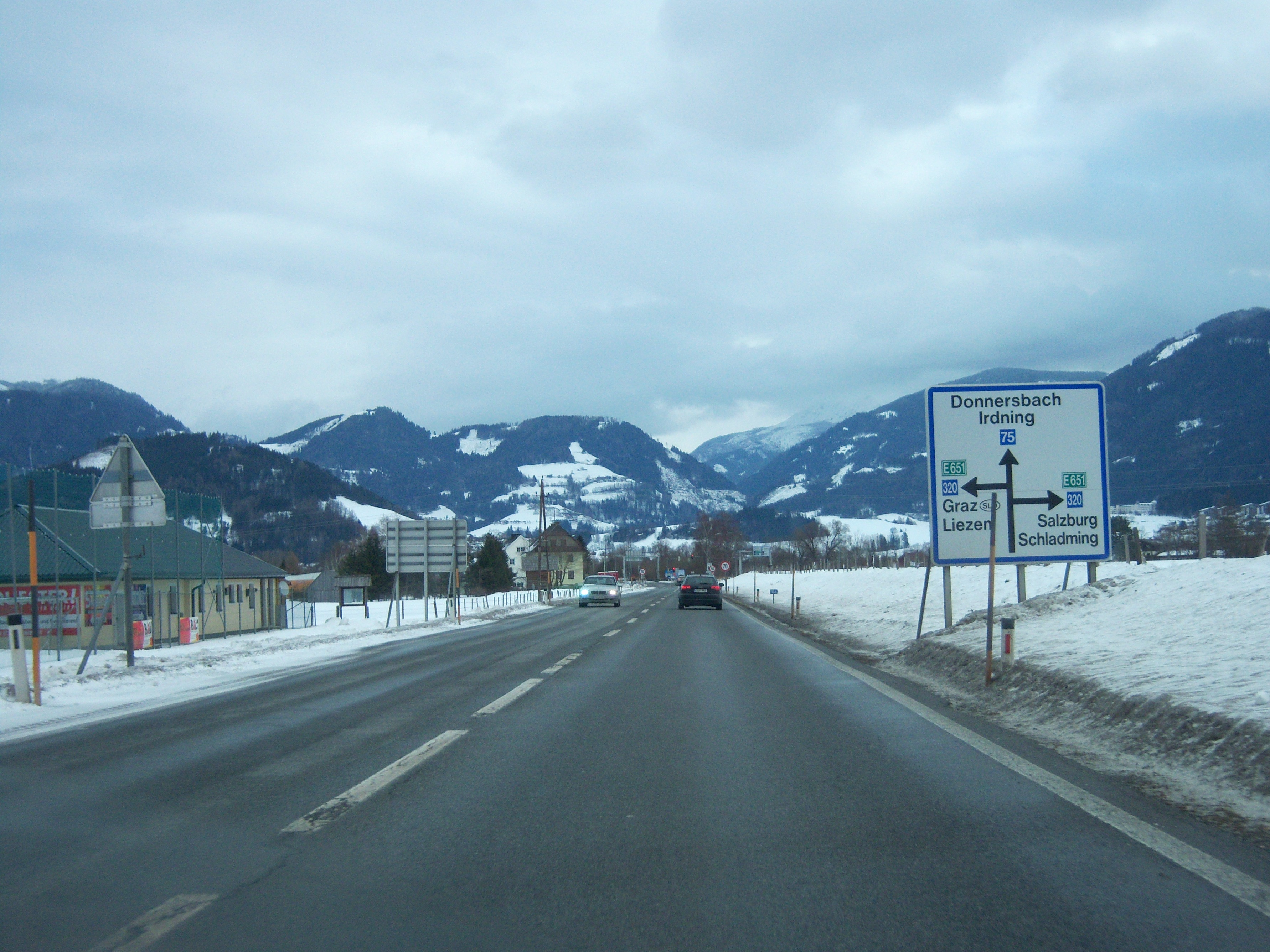
Endstück der Salzkammergut Straße bei Trautenfels

## Verkehrsaufkommen
Das höchste Verkehrsaufkommen weist die Salzkammergutstraße mit bis zu 20 000 Fahrzeugen im Bereich Vöcklabruck – Regau (Anschlussstelle West Autobahn) – Gmunden auf. Im Bereich Traunkirchen – Bad Ischl passieren rund 10 000 Fahrzeuge täglich die Straße. Die Frequenz im südlichen Bereich ist deutlich geringer. Der Pötschenpass ist mit knapp 5000 Fahrzeugbewegungen täglich das am wenigsten frequentierte Teilstück der Salzkammergutstraße. Zwischen Bad Mitterndorf und Bad Aussee werden rund 7000 Fahrzeugbewegungen gezählt, über die Klachauer Höhe bis zum Endpunkt der Salzkammergutstraße sind es rund 6000 Fahrzeuge täglich.
In der Vergangenheit gab es Kontroversen zum Thema Mautflüchtlinge im LKW-Verkehr, da die Salzkammergut Straße gemeinsam mit der Wolfgangseestraße B 158 und der Ennstalstraße B 320 eine kilometermäßig günstigere Anbindung aus Richtung Deutschland / Salzburg nach Graz / Slowenien als die Pyhrn Autobahn / West Autobahn ohne Mautgebühr ermöglicht. Um dem Problem zu begegnen, wurde 2011 von der Bezirkshauptmannschaft Gmunden ein LKW-Fahrverbot (ausgenommen Ziel- und Quellverkehr) erlassen.

## Geschichte
Vor 1861 gab es keine durchgehende Straßenverbindung ins Salzkammergut. Die Lambach-Gmundener Reichsstraße verband die Salzburger Reichsstraße mit dem Traunsee. In Gmunden mussten sämtliche Waren auf Schiffe umgeladen und auf dem Wasserweg nach Ebensee transportiert werden. Dort begann die Ebensee-Ischler Reichsstraße, die in Ischl in die Salzburger Straße mündete. Diese Straße gehörte ursprünglich der k.k. Salinen- und Forstdirektion Gmunden, wurde jedoch aus dem Landesfonds subventioniert. Gmunden-Traunkircher Bezirksstraße wurde 1856 eröffnet. Am 30. April 1856 wurden die Bauaufträge für den Straßenbau zwischen Traunkirchen und Ebensee vergeben. 1861 wurde die Straße am westlichen Traunseeufer fertiggestellt.
Die Salzkammergut-Straße zwischen Lambach und der Ennstal Straße gehört zu den ehemaligen Reichsstraßen, die 1921 als Bundesstraßen übernommen wurden. Bis 1938 wurde die Salzkammergut-Straße als B 39 bezeichnet, nach dem Anschluss Österreichs wurde die Salzkammergut-Straße bis 1945 als Reichsstraße 339 geführt.
Ab 1949 wurde die Salzkammergut-Straße von Lambach bis Bad Aussee durchgehend als B 145 bezeichnet. 1971 wurde die Salzkammergut-Straße auf die Strecke der früheren Hausruck Straße zwischen Vöcklabruck und Gmunden verlegt. Die Straße zwischen Lambach und Gmunden wird seither als Gmundener Straße B 144 bezeichnet.
2006 erfolgte die Eröffnung des Zwoanzgers (Eisenbahnüberführung, Bauwert: 4,6 Mio. EUR). 2007/08 wurde die Lawinengalerie Untergrimming von 300 m auf 411,33 m verlängert.